# Langasáta
Langasáta är en kulle i republiken Island. Den ligger i regionen Suðurland, 130 km öster om huvudstaden Reykjavík. Toppen på Langasáta är 792 meter över havet, eller 189 meter över den omgivande terrängen. Bredden vid basen är 2,6 km.
Trakten runt Langasáta är nära nog obefolkad, med mindre än två invånare per kvadratkilometer. Det finns inga samhällen i närheten. Trakten runt Langasáta består i huvudsak av gräsmarker.